# Netzmaschine

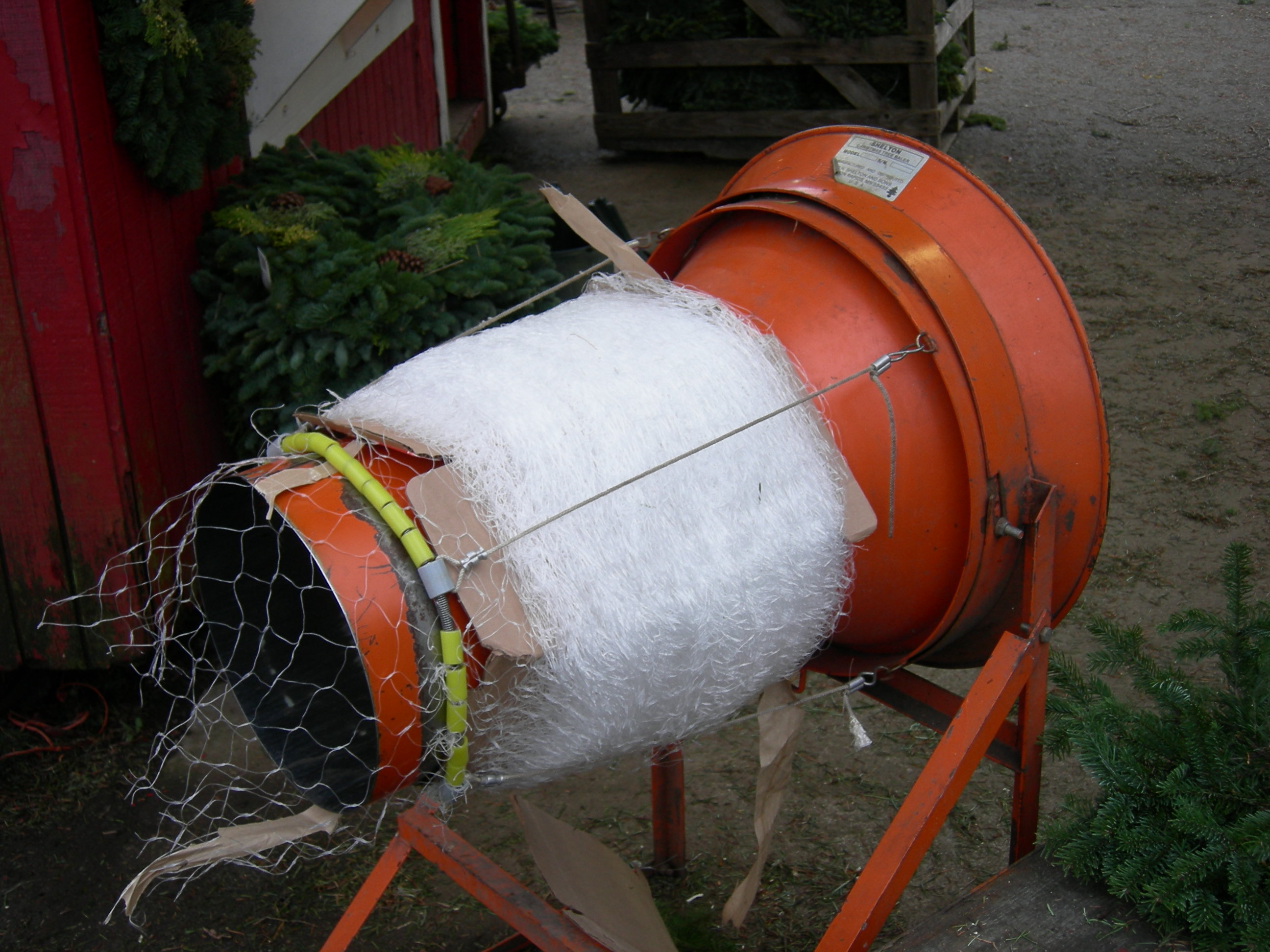
Eine typische Netzmaschine

Eine Netzmaschine (auch Netztrichter genannt) ist eine Maschine zum Verpacken von Bäumen und anderen Pflanzen in einem Netzschlauch.

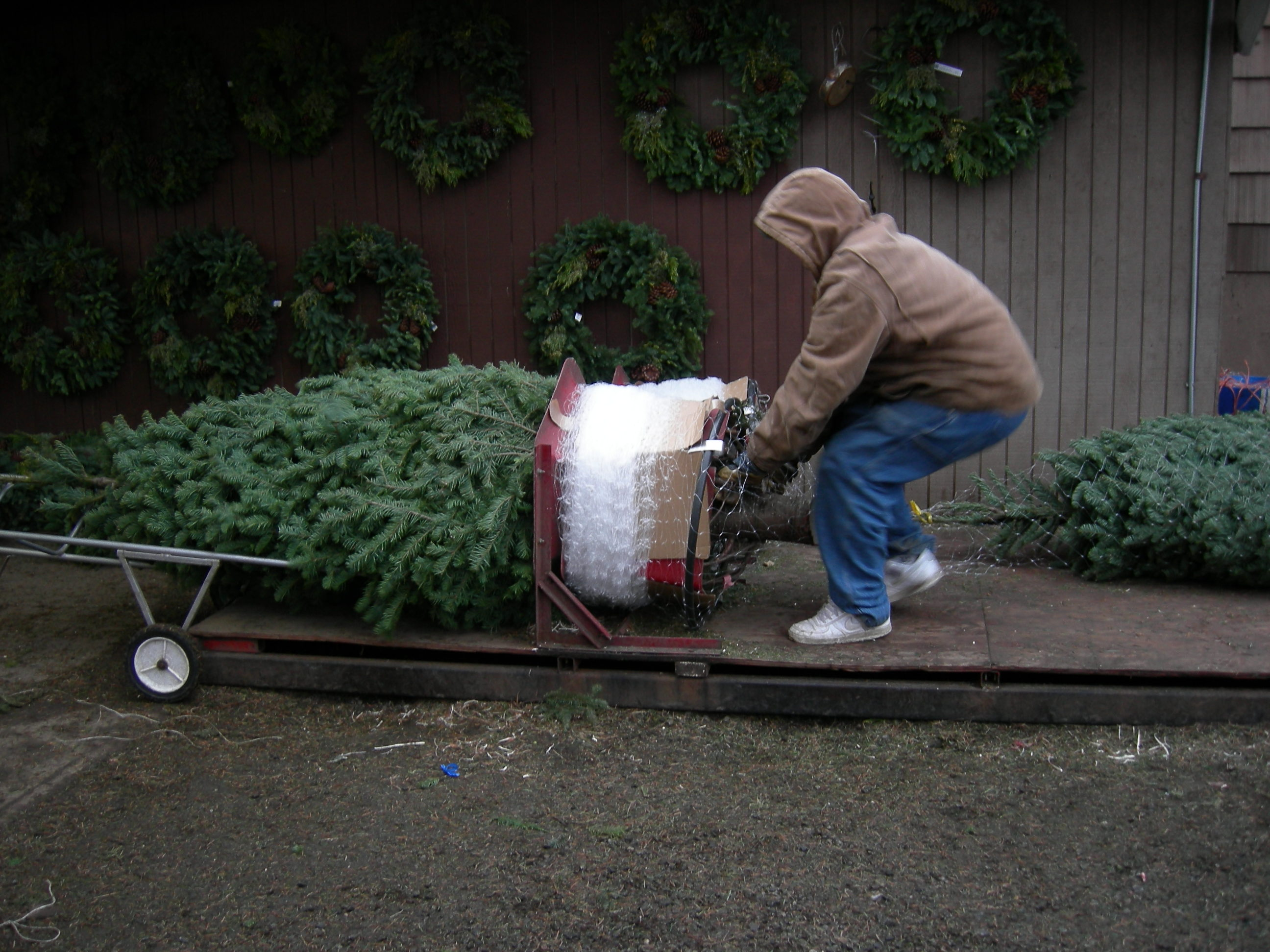
Tannenbaum wird durch eine Netzmaschine gezogen

## Klassische Variante

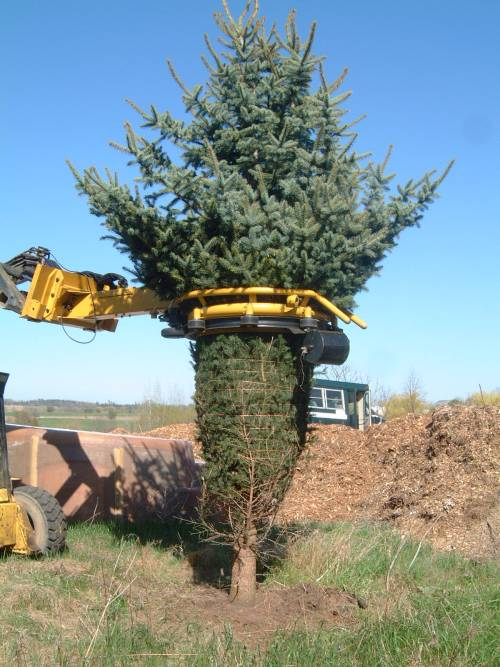
Bei dieser Maschine wird der Baum von unten nach oben durch einen Hebearm verpackt.

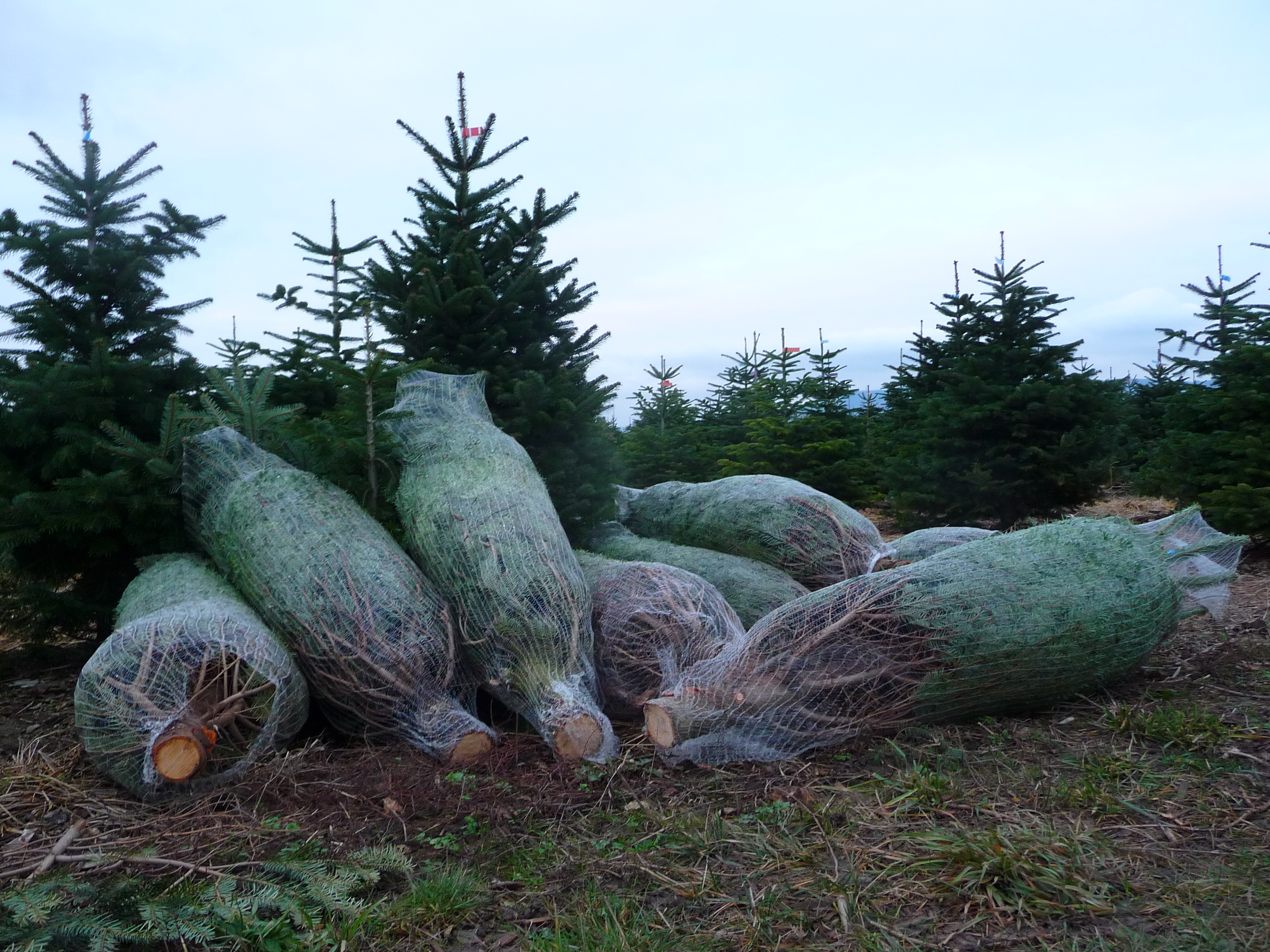
Weihnachtsbäume, die mit einer Netzmaschine verpackt wurden.

Die für die Pflanze vorgesehene Öffnung der Maschine wird mit einem entsprechenden Netzschlauch ausgestattet. Anschließend wird die Pflanze durch diese Öffnung gezogen, so dass diese vom Netz umschlossen wird. Dies geschieht je nach Maschine entweder per Hand oder maschinell mit einer Halterung und einem automatischen Zug. Ist die Pflanze von dem Netz umschlossen, wird sie vom überstehenden Netz der Maschine abgetrennt, sodass die Pflanze verschlossen bleibt und die Maschine wieder einsatzbereit ist.

## Weitere Varianten
Hydraulische Netzmaschinen werden teilweise mit der Zapfwelle eines Schleppers angetrieben. Einige Netzmaschinen nutzen statt der horizontalen Ausführung einen Hebearm der den Baum von unten nach oben mit dem Netz umschließt.

## Anwendung
Netzmaschinen werden vor allem für den Transport und die Lagerung von Bäumen eingesetzt, da so der benötigte Platzbedarf verringert wird und sie besser vor Beschädigungen geschützt sind. Außerdem lassen sie sich einfacher befestigen und tragen und verlieren während des Transportes weniger Blätterfall bzw. Nadeln. Einen großen Markt stellt hierbei der Verkauf von eingenetzten Weihnachtsbäumen und Tannen dar. Im Garten- und Landschaftsbau kommen Netzschläuche aus Jute oder Hanf zur Verwendung, im Christbaumhandel zumeist Kunststoffnetze.

## Geschichte
Den Berks-Mont News zufolge wurde die erste motorisierte Weihnachtsbaum-Netzmaschine 1944 in Pennsylvania erfunden.